# Hewlett-Packard 9100A
L'HP 9100 è un personal computer presentato da HP nel 1968.

## Storia
La macchina venne ideata dall'ingegner Tim Osborne, consulente di HP, che ne presentò il primo prototipo all'azienda. Essa non utilizzava circuiti integrati (le memorie ROM erano magnetiche, composte da 29 "core" di ferrite, mentre le memorie RAM commerciali sono state messe sul mercato più tardi, solo nel 1971) e costava 4900 dollari. La macchina venne venduta come calcolatrice per ragioni di marketing.
Adottando soluzioni tecniche già usate da Olivetti sulla sua Programma 101 (in particolare, gli aspetti più innovativi riguardanti le memorie) e coperte da brevetto, HP accettò di pagare 900 000 dollari di risarcimento extragiudiziale all'azienda di Ivrea.
Il successo di questa macchina è stato tale da giustificarne la produzione di una generazione successiva, la cosiddetta "serie HP-9800".

## Descrizione
La macchina era programmabile con un linguaggio prevalentemente aritmetico, con istruzioni oggi usate dalle calcolatrici scientifiche. Le istruzioni venivano immesse tramite cartoline magnetiche. Era utilizzata la notazione polacca inversa.